# Montserrat Grases
Montserrat Grases, kallad Montse, född den 10 juli 1941 i Barcelona, död den 26 mars 1959 i Barcelona, var en spansk lekkvinna och medlem av Opus Dei. Hon förklarades som vördnadsvärd av påve Franciskus den 26 april 2016.

## Biografi
Montserrat Grases var dotter till Manuel och Manolita Grases. I maj 1948 mottog hon sin första kommunion. Vid tretton års ålder kom hon i kontakt med Opus Dei och tre år senare blev hon medlem. Tillsammans med vänner undervisade hon barn i katekesen och bistod fattiga och sjuka i Barcelonas utsatta områden. 
I januari 1958 åkte Grases skidor tillsammans med några vänner; hon föll och skadade ena benet. Värken gick inte över och i juni 1958 fick hon diagnosen Ewings sarkom. I september samma år tilltog smärtan i benet, men trots detta reste hon till Rom för att få träffa påven och Opus Deis grundare, Josemaría Escrivá. Hon offrade sitt lidande för påvens böneintentioner och för Josemaría Escrivá. Efter hemkomsten förvärrades cancern snabbt och hon avled den 26 mars 1959, 17 år gammal.

### Webbkällor
- ”Venerabile Maria Montserrat Grases Garcia, giovane laica dell'Opus Dei”. Santi e Beati. http://www.santiebeati.it/dettaglio/92808. Läst 6 april 2020.